# Сайфулла Лтаєф
Сайфулла́ Лтає́ф (араб. حاييم الجبالي; нар. 22 квітня 2000, Цюрих) — туніський футболіст, півзахисник нідерландського клубу «Твенте» і збірної Тунісу. На правах оренди виступає за роттердамську «Спарту».

## Клубна кар'єра

### «Вінтертур»
Вихованець академій футбольних клубів «Цюрих» і «Вінтертур». 23 червня 2020 року дебютував в основному складі «Вінтертура» в матчі Челендж-ліги проти «Грассгоппера». 11 липня в поєдинку проти «Аарау» забив свій перший гол за «Вінтертур». За підсумками сезону 2021–22 разом з командою вийшов до еліти.

### «Базель»
9 червня 2022 року перейшов у «Базель». 16 липня дебютував за «Базель» в матчі швейцарської Суперліги проти своєї колишньої команди «Вінтертура», замінивши Даріана Малеша. 21 липня в поєдинку кваліфікації Ліги конференцій УЄФА проти північноірландського клубу «Крузейдерс» дебютував у єврокубках.
5 грудня 2022 року відправився на правах оренди у «Вінтертур» до кінця сезону 2022–23. 10 квітня 2023 року в матчі проти «Люцерна» забив свій перший гол у Суперлізі. Всього за час оренди провів за клуб 15 зустрічей, відзначившись одним м'ячем.
13 липня 2023 року орендований «Вінтертуром» ще на один сезон. В сезоні 2023–24 забив 9 голів у 40 поєдинках за «Вінтертур».

### «Твенте»
17 травня 2024 року перейшов у нідерландський «Твенте», підписавши трирічний контракт з опцією продовження ще на один рік. Сума трансферу становила 1,5 млн євро. 6 серпня 2024 року дебютував за «Твенте» в матчі кваліфікації Ліги чемпіонів УЄФА проти австрійського клубу «Ред Булл» (Зальцбург), замінивши Мітчелла ван Бергена. 10 серпня в поєдинку проти клубу НЕК дебютував в Ередивізі, вийшовши в стартовому складі. 13 лютого 2025 року в матчі Ліги Європи УЄФА проти норвезького «Буде-Глімт» забив свій перший гол за «Твенте». 30 березня 2025 року в поєдинку проти «Гераклеса» вперше відзначився м'ячем в Ередивізі.

#### Оренда в «Спарту» (Роттердам)
7 серпня 2025 року відправився в сезонну оренду в роттердамську «Спарту». 9 серпня дебютував за нову команду в матчі Ередивізі проти ПСВ, вийшовши в стартовому складі. У цій ж грі забив свій перший гол за клуб.

## Кар'єра в збірній
В травні 2022 року отримав викрив до збірної Тунісу до 23 років та почав тренуватися у дорослій збірній. 22 вересня 2022 року дебютував за збірну Тунісу в товариському матчі проти збірної Коморських островів, вийшовши на заміну Саїф-Еддіну Хауї.
28 грудня 2023 року був включений в заявку збірної Тунісу для участі в матчах фінальної частини Кубка африканських націй 2023. На турнірі зіграв в матчах групового етапу проти збірних Намібії, Малі і ПАР, а Туніс вибув з розіграшу, не вийшовши з групи.
14 листопада 2024 року в матчі відбіркового турніру до Кубка африканських націй 2025 проти збірної Мадгаскару забив свій перший гол за збірну Тунісу.

## Статистика виступів

### Клубна статистика
Станом на 9 серпня 2025 
| Клуб                 | Сезон             | Чемпіонат         | Чемпіонат | Чемпіонат | Кубок | Кубок | Єврокубки | Єврокубки | Інші  | Інші | Всього | Всього |
| Клуб                 | Сезон             | Дивізіон          | Матчі     | Голи      | Матчі | Голи  | Матчі     | Голи      | Матчі | Голи | Матчі  | Голи   |
| -------------------- | ----------------- | ----------------- | --------- | --------- | ----- | ----- | --------- | --------- | ----- | ---- | ------ | ------ |
| Вінтертур            | 2019–20           | Челендж-ліга      | 12        | 2         | 2     | 0     | –         | –         | –     | –    | 14     | 2      |
| Вінтертур            | 2020–21           | Челендж-ліга      | 20        | 1         | 2     | 0     | –         | –         | –     | –    | 22     | 1      |
| Вінтертур            | 2021–22           | Челендж-ліга      | 34        | 5         | 2     | 0     | –         | –         | –     | –    | 36     | 5      |
| Вінтертур            | Всього            | Всього            | 66        | 8         | 6     | 0     | 0         | 0         | 0     | 0    | 72     | 8      |
| Базель               | 2022–23           | Суперліга         | 6         | 0         | 1     | 0     | 3         | 0         | –     | –    | 10     | 0      |
| → Вінтертур          | 2022–23           | Суперліга         | 15        | 1         | 0     | 0     | –         | –         | –     | –    | 15     | 1      |
| → Вінтертур          | 2023–24           | Суперліга         | 35        | 8         | 5     | 1     | –         | –         | –     | –    | 40     | 9      |
| → Вінтертур          | Всього            | Всього            | 50        | 9         | 5     | 1     | 0         | 0         | 0     | 0    | 55     | 10     |
| Твенте               | 2024–25           | Ередивізі         | 30        | 1         | 2     | 0     | 12        | 0         | –     | –    | 44     | 2      |
| → Спарта (Роттердам) | 2025–26           | Ередивізі         | 1         | 1         | 0     | 0     | 0         | 0         | –     | –    | 1      | 1      |
| Всього за кар'єру    | Всього за кар'єру | Всього за кар'єру | 153       | 19        | 14    | 0     | 15        | 1         | 0     | 0    | 182    | 22     |

1. ↑  Матчі в Лізі конференцій УЄФА
2. ↑  2 матчі в Лізі чемпіонів УЄФА, 10 матчів і 1 гол у Лізі Європи УЄФА

### Міжнародна статистика
Станом на 4 червня 2025 
| Збірна            | Сезон             | Товариські | Товариські | Офіційні | Офіційні | Всього | Всього |
| Збірна            | Сезон             | Матчі      | Голи       | Матчі    | Голи     | Матчі  | Голи   |
| ----------------- | ----------------- | ---------- | ---------- | -------- | -------- | ------ | ------ |
| Туніс             |                   |            |            |          |          |        |        |
| 2022              | 1                 | 0          | 0          | 0        | 1        | 0      |        |
| 2023              | 0                 | 0          | 4          | 0        | 4        | 0      |        |
| 2024              | 4                 | 0          | 7          | 1        | 11       | 1      |        |
| 2025              | 1                 | 0          | 2          | 0        | 3        | 0      |        |
| Всього за кар'єру | Всього за кар'єру | 6          | 0          | 13       | 1        | 19     | 1      |

### Матчі за збірну
Станом на 4 червня 2025 
| Матчі Сайфулли Лтаєфа за збірну Тунісу | Матчі Сайфулли Лтаєфа за збірну Тунісу | Матчі Сайфулли Лтаєфа за збірну Тунісу | Матчі Сайфулли Лтаєфа за збірну Тунісу | Матчі Сайфулли Лтаєфа за збірну Тунісу | Матчі Сайфулли Лтаєфа за збірну Тунісу | Матчі Сайфулли Лтаєфа за збірну Тунісу | Матчі Сайфулли Лтаєфа за збірну Тунісу |
| №                                      | Дата                                   | Суперник                               | Рахунок                                | Голи                                   | Картки                                 | Хвилини                                | Змагання                               |
| -------------------------------------- | -------------------------------------- | -------------------------------------- | -------------------------------------- | -------------------------------------- | -------------------------------------- | -------------------------------------- | -------------------------------------- |
| 1                                      | 22 вересня 2022                        | Коморські Острови                      | 1–0                                    |                                        |                                        | 21'                                    | Товариський матч                       |
| 2                                      | 7 вересня 2023                         | Ботсвана                               | 3–0                                    |                                        |                                        | 83'                                    | Відбіркові матчі КАН-2023              |
| 3                                      | 17 жовтня 2023                         | Японія                                 | 0–2                                    |                                        |                                        | 15'                                    | Товариський матч                       |
| 4                                      | 17 листопада 2023                      | Сан-Томе і Принсіпі                    | 4–0                                    |                                        |                                        | 18'                                    | Відбіркові матчі ЧС-2026               |
| 5                                      | 21 листопада 2023                      | Малаві                                 | 1–0                                    |                                        |                                        | 25'                                    | Відбіркові матчі ЧС-2026               |
| 6                                      | 6 січня 2024                           | Мавританія                             | 0–0                                    |                                        |                                        | 32'                                    | Товариський матч                       |
| 7                                      | 10 січня 2024                          | Кабо-Верде                             | 2–0                                    |                                        |                                        | 26'                                    | Товариський матч                       |
| 8                                      | 16 січня 2024                          | Намібія                                | 0–1                                    |                                        |                                        | 7'                                     | Фінальні матчі КАН-2023                |
| 9                                      | 20 січня 2024                          | Гвінея                                 | 1–1                                    |                                        |                                        | 20'                                    | Фінальні матчі КАН-2023                |
| 10                                     | 24 січня 2024                          | Камерун                                | 0–0                                    |                                        |                                        | 20'                                    | Фінальні матчі КАН-2023                |
| 11                                     | 23 березня 2024                        | Хорватія                               | 0–0 (пен. 4–5)                         |                                        |                                        | 17'                                    | Товариський матч                       |
| 12                                     | 26 березня 2024                        | Нова Зеландія                          | 0–0 (пен. 2–4)                         |                                        |                                        | 45'                                    | Товариський матч                       |
| 13                                     | 5 червня 2024                          | Екваторіальна Гвінея                   | 1–0                                    |                                        |                                        | 45'                                    | Відбіркові матчі ЧС-2026               |
| 14                                     | 5 вересня 2024                         | Мадагаскар                             | 1–0                                    |                                        |                                        | 56'                                    | Відбіркові матчі КАН-2025              |
| 15                                     | 14 листопада 2024                      | Мадагаскар                             | 3–2                                    | 1                                      |                                        | 76'                                    | Відбіркові матчі КАН-2025              |
| 16                                     | 18 листопада 2024                      | Гамбія                                 | 0–1                                    |                                        |                                        | 90'                                    | Відбіркові матчі КАН-2025              |
| 17                                     | 19 березня 2025                        | Ліберія                                | 1–0                                    |                                        |                                        | 76'                                    | Відбіркові матчі ЧС-2026               |
| 18                                     | 24 березня 2025                        | Малаві                                 | 2–0                                    |                                        |                                        | 45'                                    | Відбіркові матчі ЧС-2026               |
| 19                                     | 4 червня 2025                          | Буркіна-Фасо                           | 2–0                                    |                                        |                                        | 80'                                    | Товариський матч                       |

Всього: 19 матчів / 1 гол; 11 перемог, 3 нічиї, 5 поразок.

## Досягнення
«Вінтертур»
- Переможець швейцарської Челлендж-ліги: 2021–22